# 華德·遮律
華德·遮律（英語：Walter Gerrard，1943年11月1日—2014年3月30日）蘇格蘭足球運動員，司職中鋒。華德身高6尺1寸，來到香港後，因身型高大，獲得「大水牛」的綽號。
1970年，畢特利為香港流浪足球會引入首批蘇格蘭外援如大水牛華德、耶穌、長頸鹿積奇及傻俠麥哥利等，聯同郭家明、黎新祥、朱國權、鄧鴻昌及宗啟明等華人年青球員，奪得1970-71年度香港甲組聯賽及高級組銀雙料冠軍。華德其後效力加山、精工、寶路華等球隊。